# Hellmuth Elbrechter
Hellmuth Carl Elbrechter (* 19. Januar 1895 in Elberfeld; † 10. August 1971 in Düsseldorf) (Pseudonym: Hermann Vensky) war ein deutscher Journalist. Elbrechter wurde vor allem bekannt als Mitglied des sogenannten TAT-Kreises um Hans Zehrer und als Mitarbeiter des Generals Kurt von Schleicher in der Spätphase der Weimarer Republik.

## Leben und Wirken

### Jugend und Studium (1895 bis 1921)
Hellmuth Elbrechter war Sohn des Rektors Karl Elbrechter. Von Ostern 1906 bis Ostern 1914 besuchte er das humanistische Gymnasium in Elberfeld. Anschließend trat er in das 19. bayerische Infanterieregiment in Erlangen ein. Gleichzeitig nahm er das Studium der Germanistik und Kulturgeschichte auf.
Von August 1914 bis Dezember 1918 nahm er im Jäger-Regiment zu Pferde Nr. 7, als Jagdflieger und später – nachdem er die Folgen von zwei Abstürzen auskuriert hatte – als Führer einer Genesungskompanie in Trier eingesetzt wurde. Nach der Novemberrevolution von 1918 gehörte er zeitweise dem Soldatenrat der Trierer Garnison an. Nach dem Krieg begann Elbrechter im Februar 1919 in Münster in Westfalen mit dem Studium der Zahnmedizin. Im Sommersemester 1919 wechselte er an die Albert Ludwig Universität in Freiburg im Breisgau, wo er im Januar 1920 das Physikum ablegte. Es folgte ein klinisches Semester in Leipzig und weitere in Freiburg. 1921 promovierte Elbrechter an der medizinischen Fakultät der Freiburger Universität zum Dr. med. dent. Seine Promotionsschrift, zu der ihm Wilhelm Herrenknecht das Thema vermittelt hatte, behandelte das Thema Üble Zufälle in der Zahnextraktion. Bereits im März 1921 hatte er bereits das Staatsexamen bestanden und am 13. April 1921 wurde ihm die Approbation zum Zahnarzt ausgestellt.

### Tätigkeit im NS-Umfeld (1921 bis 1928)
Nach seinem Studium ließ Elbrechter sich als praktizierender Zahnarzt in Elberfeld nieder. Dort kam er im Laufe der Zeit mit der nationalsozialistischen Bewegung in Kontakt, deren „linker“, norddeutscher Flügel um Gregor Strasser zeitweise sein Zentrum in Elberfeld hatte. 1923 erfolgte die erste Begegnung mit Strasser, zu dessen Mitarbeitern Elbrechter in den Jahren 1925/26 zählte, ohne selbst Mitglied der NSDAP zu werden. Enge freundschaftliche Bande schloss Elbrechter zu dieser Zeit insbesondere mit dem Gauleiter Karl Kaufmann. Mit Kaufmanns Gaugeschäftsführer, dem jungen Joseph Goebbels, verband Elbrechter dagegen eine ausgeprägte gegenseitige Abneigung.
Goebbels beschrieb Elbrechter – nach einer kurzen Phase der Sympathie („Elbrechter ist ein lieber Kerl. Ich werde gut mit ihm fertig.“) – in seinen Tagebüchern als seinen „bösen Feind“ und goss häufiger lange Schimpftiraden über ihn aus. So charakterisierte er den Arzt als den „bösen Geist“ seines Freundes Kaufmann, der eigentlich ein „armer“ und „unglückseliger Mensch“ sei, „der das Gute“ wolle. Ferner verlieh Goebbels seiner Furcht Ausdruck, seinen Freund Kaufmann „über kurz oder lang“ durch Elbrechters unheilvolles Wirken („Schuld daran wird Elbrechter tragen.“) zu verlieren, was „schon immer“ seine, Goebbels’, „schlechte Ahnung“ gewesen sei. An anderen Stellen beschimpft der spätere Propagandaminister Elbrechter als „Fuchsdackel“, „Freimaurer“ und als „Schuft“, der „unschädlich“ gemacht werden müsse. Kaufmann führte Goebbels’ Haltung zu Elbrechter später darauf zurück, dass „dieser ein Intrigant sein konnte und sich wie eine eifersüchtige Primadonna benahm, wenn man nicht ihn, sondern [einen anderen wie] zum Beispiel den Dr. Elbrechter um seine Meinung zu irgendwelchen Problemen fragte.“ Elbrechter selbst gab im Rückblick an, dass er Goebbels „nie besonders gut leiden“ habe mögen und ihn für „geschwätzig und zu hochtrabend gehalten“ habe.
Im September 1925 leitete Elbrechter eine Tagung der Strasser-Gruppe der NSDAP in Hagen, auf der er und Goebbels von Strasser „als junge ehrgeizige Parteimänner“ vorgestellt wurden. Zur selben Zeit beteiligte er sich am Bamberger Programm der NSDAP.
Während seiner Elberfelder Jahre heiratete Elbrechter auch eine Frau Speth, die Tochter eines Uhrmachermeisters und Juweliers aus Elberfeld, deren Schwester später Karl Kaufmann heiratete (den Umstand, dass Kaufmanns Ehefrau die Schwägerin von Elbrechter war („Kaufmann heiratet die Schwägerin von Dr. Elbrechter.“), vermerkt Goebbels in seinem Tagebuch).

### Im Tatkreis und als Berater Schleichers (1928 bis 1933)
Ab 1928 ist Elbrechter im Berliner Adressbuch als Zahnarzt mit einer Praxis in der Brückenallee Nr. 14 verzeichnet. 1929 begann Elbrechter, der sich in seiner Freizeit als Journalist betätigte, auf Bitten von Hans Zehrer an der politischen Monatsschrift Die Tat mitzuarbeiten, deren Redaktionsleitung Zehrer zu dieser Zeit übernahm. Die Tat, für die Elbrechter vor allem außenpolitische Beiträge beisteuerte, wurde in den folgenden Jahren zu einem der einflussreichsten publizistischen Organe des Landes. Insbesondere galt die Zeitschrift als Ideenlieferant des politisch mächtigen Reichswehrgenerals Kurt von Schleicher.
Seine Mitarbeit an der Tat beschränkte sich dabei auf vier größere Aufsätze, deren ergiebigster eine Interpretation des Konservatismus auf Grundlage von Arthur Moeller van den Brucks Das Dritte Reich und Quabbes Tar a Ri war. Ferner schrieb Elbrechter auch für die Tägliche Rundschau.
In den Jahren 1932 und 1933 fungierte Elbrechter, der nun auch persönlich in engem Kontakt zu Schleicher stand, als Vermittler zwischen der Tat-Redaktion und dem Reichswehrministerium. Demant sieht hierin die „eigentliche Bedeutung“ von Elbrechters Person für die deutsche Politik der frühen 1930er Jahre. Mit Schleicher war Elbrechter bekannt geworden, als sich der General auf der Suche nach einem Verbindungsmann zu dem NSDAP-Politiker Gregor Strasser an den Zahnarzt wandte, zu dessen Patienten Strasser gehörte. Auf die Idee, sich an Strasser zu wenden, verfiel Schleicher aufgrund einer Empfehlung von Bodo von Alvensleben. Schleicher zeigte sich sofort beeindruckt durch Elbrechter, den er als intelligent und verschwiegen schätzte und von dem er meinte, er sei „Endlich mal ein Mensch, mit dem man reden kann!“, und machte ihn fortan zu einem seiner engsten persönlichen Berater. Elbrechter agierte seither als Mittelsmann oder, mit den Worten Rohrers, als „eine Art graue Eminenz“ zwischen den beiden Politikern und stellte unter anderem auch seine Privatwohnung in der Schaperstraße 29 für geheime Treffen und Verhandlungen der beiden zur Verfügung. Einige Autoren billigen ihm daher für das Jahr 1932 den Rang einer „Schaltstelle für eine mögliche Anti-Hitler-Koalition“ zu. Andere Politiker, zu denen Elbrechter persönliche Kontakte unterhielt, waren der Reichskanzler Heinrich Brüning und der Rechtskonservative Gottfried Treviranus, die beide zu seinen Patienten zählten und lose mit ihm befreundet waren.
Der Historiker Axel Schildt identifiziert Elbrechter für diese Zeit auch jenseits seiner Mitarbeit an der Tat als wichtigen Ideengeber Schleichers und Strassers. So vertreten Schildt, in seiner Arbeit zum Kabinett Schleicher, und Ursula Hüllbüsch in ihrer Arbeit zum Verhältnis von Gewerkschaften und Staat die Meinung, Elbrechter sei der eigentliche Verfasser der aufsehenerregenden Rede gewesen, die Gregor Strasser am 10. Mai im Reichstag hielt. In dieser trug Strasser die Umrisse eines Arbeitsbeschaffungsprogramms vor, das wahrscheinlich auch von Elbrechter miterarbeitet worden war. In der historischen Forschung wird Strassers Programm, als das einzige konstruktive Programm zur Arbeitsbeschaffung, das zu dieser Zeit der Öffentlichkeit von einer Partei unterbreitet wurde, mit als ein Grund für den immensen Wahlerfolg der NSDAP bei der bald darauf erfolgenden Reichstagswahl vom Juli 1932 angesehen. In der Frage der Finanzierung von zu fördernden Projekten und in dem Grundsatz der tarifmäßigen Bezahlung stimmte das Strasser-Programm weitgehend mit dem späteren Gereke-Programm Schleichers überein: Dieser Umstand – beide von Elbrechter beratenen Spitzenpolitiker entwickeln ähnliche Wirtschaftsprogramme – bekräftigt die Annahme einer maßgeblichen Beteiligung seinerseits an diesen Programmen.
Am 5. Januar 1933 setzte Elbrechter Schleicher – „Kurtchen“ – über die geheimen Verhandlungen von Hitler und Papen im Haus des Kölner Bankiers Kurt Freiherr von Schröder in Kenntnis („Fränzchen hat Sie verraten!“), die er durch den pensionierten Hauptmann Johansen hatte beschatten und durch Fotoaufnahmen belegen lassen. Die Aufnahmen veröffentlichte Hans Zehrer am 5. Januar in einem Enthüllungsbericht („Papen und Hitler gegen Schleicher“) in der Täglichen Rundschau, der das Kölner Treffen publik machte und der noch heute als eine journalistische Meisterleistung gilt. Wie genau Elbrechter von dem geplanten Treffen erfahren hatte, ist nicht vollständig gesichert: Treviranus gibt an, Elbrechter hätte „in seiner ärztlichen Praxis Gerüchte“ gehört, dass Papen mit Hitler „Tuchfühlung“ aufgenommen habe, und er habe Papen fortan beschatten lassen.
Im gleichen Monat soll Elbrechter Schleicher den Vorschlag eines „kalten Staatsstreiches“ gemacht haben. Seine Idee sei es gewesen, den Reichstag ohne Zustimmung des Reichspräsidenten aufzulösen und bei Neuwahlen eine im Wesentlichen um Strasser gruppierte Gegenpartei zur NSDAP aufzubauen.

#### Elbrechters Plan für einen „kalten Staatsstreich“ (1933)
Anfang Januar 1933 unterbreitete Elbrechter von Schleicher einen von ihm, Elbrechter, unter Mitwisserschaft Hans Zehrers, ausgearbeiteten Plan für einen sogenannten „kalten Staatsstreich“ gegen den Reichspräsidenten, der die Bildung einer Regierung Hitler und/oder Papen verhindern sollte. Dieser sah vor, dass Schleicher die sich in seinem Besitz befindliche „Rote Mappe“, die die Auflösungsorder für den Reichstag enthielt, nutzen sollte, um den Reichstag ohne Unterschrift Hindenburgs aufzulösen. Die Unterschrift des Reichspräsidenten sollte Schleicher sich dann nachträglich, nachdem er diesen mit der Auflösung des Parlaments vor vollendete Tatsachen gestellt hatte, holen. Bei einer Neuwahl sollte eine von Gregor Strasser aufgestellte Gegenpartei zur NSDAP gegen diese antreten. Um eine solche ins Leben zu rufen, hatte Elbrechter nach eigenen Angaben auch bereits eine Versöhnung Strassers mit Ernst Röhm angebahnt.
Elbrechter meinte später, ausgehend von seinen Kenntnissen der persönlichen Eigenschaften Hindenburgs und seiner Umgebung sicher sein zu können, dass der Plan sich „glatt und risikolos“ verwirklichen hätte lassen. Schleicher verwarf den Plan nach einer 48-stündigen Bedenkzeit mit der Begründung, dass er als General „innerlich nicht in der Lage sei“, eine derartige Aktion gegen seinen Feldmarschall durchzuführen, so dass alle weiteren Bemühungen Elbrechters „aussichtslos“ geworden seien. Lebensrettend für ihn sei in den späteren Jahren gewesen, so Elbrechter in der Rückschau, dass keiner der Beteiligten eine Veranlassung hatte, etwas über diese „Ein-Mann-Aktion“ auszusagen.

### Zeit des Nationalsozialismus (1933 bis 1945)
Nach der Regierungsübernahme Hitlers am 30. Januar 1933 schied Elbrechter aus der Redaktion der Tat aus. In den folgenden eineinhalb Jahren unterhielt er weiterhin Kontakt zu Gregor Strasser und Heinrich Brüning. Für den zuletzt genannten fungierte Elbrechter auch nach der einsetzenden Verfolgung durch die SA und Gestapo als Informant, indem er ihn in seinen Verstecken, so im Berliner Hedwigs-Krankenhaus, über die Vorgänge und Entwicklungen in der NSDAP informierte. In den Jahren 1933 und 1934 regte Elbrechter noch eine Versöhnung von Strasser mit Ernst Röhm an. Danach trat er politisch in den Hintergrund. Trotzdem wurde er in den ersten eineinhalb Jahren der NS-Herrschaft wiederholt durch die Gestapo verhört. Da die verhörenden Beamten „nicht zur geistigen Elite dieser Kategorie gehörten“, konnte er die „von den führenden NS-Kreisen nur geahnten Zusammenhänge [über die Vorgänge von 1932/1933] zunächst bagatellisieren und […] wider Erwarten den Mai 1945 erleben.“
Einer eidesstattlichen Erklärung von Heinrich Brüning aus dem Jahr 1953 zufolge war Elbrechter eine der Personen, die am 30. Juni 1934 zur Ermordung im Zuge der unter der als „Röhm-Putsch“ bekannt gewordenen politischen Säuberungsaktion der Nationalsozialisten vorgesehen waren. Er, Brüning, habe Elbrechter wiederholt gewarnt, sich dem seit Anfang Mai geplanten Massenmord von Gegnern des Hitler-Regimes durch Flucht zu entziehen. Dem Tod sei Elbrechter dann nur entgangen, weil er zufällig am 30. Juni 1934 nicht in Berlin anwesend war. Nach seinem unverhofften Überleben während des Röhm-Putsches floh Elbrechter, Brüning zufolge, nach Holland und lebte anschließend einige Jahre in London. Am 28. Dezember 1938 heiratete Elbrechter in Utrecht in zweiter Ehe die aus Chile stammende Carmen Margarete Elfriede Wünkhaus (* 14. Dezember 1905 in Lanco Conception; † 2. Januar 1967 in Essen-Werden). Aus der Ehe ging der Sohn Michael Elbrechter (* 13. April 1944 in Hamburg) hervor.
In diesen Jahren habe er sich außerdem mit dem Plan getragen, nach Chile, die Heimat seiner Frau, auszuwandern. Bei Ausbruch des Zweiten Weltkrieges habe Elbrechter sich in Holland befunden und sei von der holländischen Regierung nach Deutschland abgeschoben worden, wo man ihn sofort an der Grenze verhaftet und in das Gefängnis in der Prinz-Albrecht-Straße und später in das KZ Oranienburg gebracht. Später sei Elbrechter aus dem Konzentrationslager entlassen und für wehrunwürdig erklärt worden. Einer erneuten Verhaftung, besonders gegen Ende des Krieges, habe Elbrechter sich durch dauernden Ortswechsel entziehen können.
Im Gegensatz zu der Erklärung Brünings stehen allerdings die Berliner Adressbücher für die Jahre 1934 bis 1940. Die Adressbücher für die Jahre 1934 bis 1940 verzeichnen Elbrechter nach wie vor als „Zahnarzt“ und geben weiterhin die Schaperstraße 29 als seinen Wohnort und als Sitz seiner Praxis an; 1940 nur seine Frau. Der Widerspruch zwischen Brünings Aussage und den Angaben der Adressbücher ergibt sich wahrscheinlich aus dem Umstand, dass die Adressbücher sich auf amtliche Daten stützten: Da Elbrechter sich vor seiner Flucht ins Ausland wahrscheinlich nicht offiziell abgemeldet hat, wurde er allem Anschein nach weiterhin als wohnhaft in der Berliner Schaperstraße geführt, so dass die Verfasser der Berliner Adressbücher, die auf die Daten der Melderegister zurückgriffen, diese den offiziellen – nicht aber den faktischen – Zustand widerspiegelnden Angabe aufnahmen. Die Adressbücher von 1941 und 1942 verzeichnen Elbrechter – im Einklang mit der Angabe, dass er nun nach Berlin zurückgekehrt sei – dann neuerdings als „Kaufm.“ (Kaufmann) mit einem neuen Wohnsitz in der Schaperstraße 22, nahe seiner alten Adresse in der Nr. 29.

### Späte Jahre (1945 bis nach 1967)
Nach dem Zweiten Weltkrieg schulte Elbrechter vom Zahnarzt zum Allgemeinmediziner um: Nachdem er bereits während des Krieges, von 1941 bis 1945, Medizin an der Universität Hamburg studiert hatte, bestand er am 16. Dezember 1946 das Medizinische Staatsexamen. 1948 legte er an der medizinischen Fakultät der Hamburger Universität außerdem eine zweite Promotionsschrift – diesmal über das Thema Übersicht über das Carcinom im Kindesalter – vor, so dass er sich fortan Dr. Dr. (beziehungsweise Dr. med. dent. Dr. med.) nennen durfte. Seine Arbeit, die an der Universitäts-Kinderklinik Hamburg-Eppendorf entstanden war, wurde von Johann Baptist Mayer (1905–1981) betreut.
Spätestens ab 1960 praktizierte Elbrechter als Arzt in Düsseldorf. Als Wohnsitz für diese Zeit ist unter anderem die Kühlwetterstraße 36 identifiziert worden. In seinen letzten Lebensjahren erteilte er noch verschiedenen Historikern wie Roger Manvell und Udo Kissenkoetter Auskunft über seine Tätigkeit und seine Erlebnisse in den 1920er und 1930er Jahren und erlaubte ihnen Einblick in seine persönlichen Unterlagen.
Ein Teilnachlass Elbrechters lagert heute im Institut für Zeitgeschichte in München als Teil des Nachlasses von Paul Schulz. Der „Nachlass Elbrechter“ ist in Bd. 1 des besagten Nachlasses enthalten und enthält eine maschinenschriftliche Erklärung Elbrechters betreffend die Planungen für einen „kalten Staatsstreich“ bzw. die Aufstellung einer Gegenpartei zur NSDAP.

## Schriften
- Über üble Zufälle bei Zahnextraktionen und die Verantwortlichkeit des Operateurs. (in Sonderheit ein Fall von Unterkieferfraktur nach Zahnextraktion und seine Folgen). Freiburg im Breisgau 1921. (Zahnärztliche Dissertation)
- Übersicht über das Carcinom im Kindesalter. s.l.e.a. [1948]. (Medizinische Dissertation)

## Archivalien
- Zeugenschrifttum von Elbrechter (PDF; 632 kB) beim IFZ
- Landesarchiv NRW: Entschädigungsakten aus der Nachkriegszeit (BR 2182 Nr. 5028 und BR 2182 Nr. 5029)